# Iassus lateralis
Iassus lateralis är en insektsart som beskrevs av Matsumura 1905. Iassus lateralis ingår i släktet Iassus och familjen dvärgstritar. Inga underarter finns listade i Catalogue of Life.